# После меня
«После меня» (фр. De son vivant, англ. Peaceful) — драма совместного производства Франции и Бельгии с Бенуа Мажимелем и Катрин Денёв в главных ролях.
Премьера фильма состоялась 10 июля 2021 года на 74-м Каннском кинофестивале. Фильм стал доступен к просмотру в российских онлайн-кинотеатрах 25 марта.

## Сюжет
Бенжамен — преподаватель актёрского мастерства. Он готовит своих учеников к поступлению в консерваторию, когда неожиданно ему ставят страшный диагноз. Теперь Бенжамену и его матери предстоит непредсказуемое путешествие к принятию происходящего, в котором важной опорой для них становятся доктор и его ассистентка. На четыре сезона четыре жизни тесно переплетаются в симфонии общих эмоций и открытий.

## В ролях
- Катрин Денёв — Кристаль Болтански
- Бенуа Мажимель — Бенжамен Болтански
- Габриэль А. Сара — доктор Эдде
- Сесиль де Франс — медсестра
- Оскар Морган — Леандр
- Лу Лампрос — Лола
- Мелисса Джордж — Анна
- Клеман Дюколь — Уильям

## Съёмки
Во время съёмок в больнице под Парижем Катрин Денёв перенесла инсульт, поэтому съёмки фильма пришлось прервать. Из-за пандемии COVID-19 и введенного во Франции локдауна в марте 2020 года, съемки были отложены в общей сложности на восемь месяцев.

## Канны
После премьеры в Каннах 10 июля 2021 года фильм «После меня» стал одним из самых обсуждаемых на фестивале. Возвращение Денёв в Канны после инсульта было встречено бурными аплодисментами. Фильм вышел в прокат во Франции 24 ноября 2021 года, в Германии — 20 января 2022 года. В России фильм станет доступен к просмотру в онлайн-кинотеатрах 25 марта 2022 года.